# NGC 6372
NGC 6372 (другие обозначения — UGC 10861, MCG 4-41-13, ZWG 140.28, IRAS17255+2630, PGC 60330) — спиральная галактика (Sc) в созвездии Геркулес.
Этот объект входит в число перечисленных в оригинальной редакции «Нового общего каталога».